# Suối Hoa Lan
Khu du lịch sinh thái Suối Hoa Lan hay Suối Tử Sĩ thuộc xã Ninh Phú, thị xã Ninh Hòa, tỉnh Khánh Hòa. Nằm cách thành phố Nha Trang khoảng 18 km về phía Bắc. Đây còn là nơi lưu giữ nhiều dấu tích của người Chăm, một dân tộc đã từng sinh sống từ rất lâu.